# Wolfgang Wirichs
Die Wolfgang Wirichs GmbH & Co. KG war ein 1886 gegründetes Handelsunternehmen mit Schwerpunkten im Baumarkt- und Supermarktsektor. Das von Josef Houben ursprünglich als Seifenfabrik und Lebensmittel-Großhandlung gegründete Unternehmen hatte seinen Stammsitz zuletzt in Krefeld und wurde in den 1990er Jahren in mehreren Tranchen an die Metro AG bzw. angegliederte Tochtergesellschaften veräußert.

## Geschichte
1886 wurde das Unternehmen von Josef Houben gegründet. Houben lieferte Seifen, Waren des täglichen Bedarfs und Futter- sowie Düngemittel an seine Kunden. Nach dem Tod ihres Mannes übernahm 1898 Elisabeth Houben die Leitung des Unternehmens, das 1901 ins Handelsregister eingetragen wurde. Ab 1908 arbeitete Josef Houben jun., Sohn der Houbens, im Unternehmen und erhielt 1915 Prokura. Die Folgen des Ersten Weltkriegs, wie die Hyperinflation und die Einführung der Rentenmark sorgten beinahe für die Insolvenz des Unternehmens.
In den 1940er-Jahren übernahm Richard Wirichs die Leitung des Unternehmens. Wirichs war mit Maria Houben, der Schwester von Josef Houben jun. verheiratet. Bereits 1940 war Wolfgang Wirichs, Sohn des Ehepaars, Mitarbeiter im Unternehmen und kehrte 1945 aus der Kriegsgefangenschaft zurück. Die veränderten Gegebenheiten und der Vormarsch der Einzelhandelsketten sorgten in den 1950er Jahren für ein Umdenken im Unternehmen, die in der Gründung einer eigenen Supermarkt- und in den 1970er Jahren auch einer Baumarktkette resultierten. 1981 verlagerte das Unternehmen seinen Sitz nach Krefeld. Im Jahr 1986 feierte das Unternehmen das 100-jährige Bestehen. Zu diesem Zeitpunkt bestanden insgesamt 19 Baumärkte, drei Gartencenter, sieben Supermärkte sowie drei SB-Warenhäuser. Über 1000 Mitarbeiter beschäftigte das Unternehmen im Jubiläumsjahr und konnte einen Umsatz von 325 Millionen DM erwirtschaften.
Nach der Wende gründete das Unternehmen gemeinsam mit dem selbstständigen Baustoffhändler Günter Lichtenstein aus Altenburg die Tochtergesellschaft Wirichs-Fachmarkt GmbH und konnte somit nach Ostdeutschland expandieren.

## Vertriebslinien

### Baumärkte

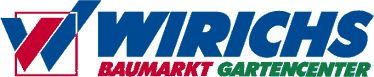
Logo der Wirichs Baumarkt- und Gartencenter-Sparte

1975 eröffnete das Unternehmen als erster Lebensmittelfilialist einen Baumarkt in Viersen, neun Jahre später eröffnete, ebenfalls in Viersen, das erste Gartencenter. In den folgenden Jahren wurden im Durchschnitt fünf Märkte pro Jahr eröffnet. Über 70 Baumärkte und 50 Gartencenter betrieb Wirichs zu Hochzeiten. Im Rahmen der Wiedervereinigung eröffnete man über eine Tochtergesellschaft insgesamt 25 Baumärkte und 24 Gartencenter auf dem ehemaligen Gebiet der DDR.
Am 20. Juni 1994 wurde auf einer Fläche von 5.000 m² in Beuningen der ersten Markt in den Niederlanden eröffnet, der zugleich der 50. Baumarkt von Wirichs war. Für die niederländischen Märkte gründete man dafür die Tochtergesellschaft Wirichs Bouwmarkt Nederland C.V., über die das Unternehmen laut eigenen Angaben vier Baumärkte betrieb. Die drei Märkte, am niederländischen Sitz in Beuningen sowie in Deventer und Maastricht verkaufte Wirichs im Juni 1996 an den damaligen dortigen Marktführer Gamma, der die Standorte auf die eigene Vertriebslinie umflaggte.
Zum 1. Oktober 1997 verkaufte Wirichs das zuletzt nur noch aus der deutschen Baumarkt-Sparte bestehende Unternehmen an die Metro-Tochter Praktiker. Zu diesem Zeitpunkt betrieb man 60 Standorte und erwirtschaftete 870 Millionen DM Umsatz. Seit Ende des Jahres 1998 warben Praktiker und Wirichs durch gemeinsame Prospekte. Im Februar 1999 betrieb Wirichs 50 Baumärkte in Nordrhein-Westfalen, Niedersachsen und den neuen Bundesländern. Zum 1. Juli 1999 wurden die Märkte auf Praktiker umgeflaggt.

### Supermärkte und SB-Warenhäuser
Mitte der 1950er-Jahre wurde durch Wolfgang Wirichs der Beschluss gefasst, eine eigene Lebensmitteleinzelhandelskette namens Wirichs Diskont zu gründen, 1961 eröffnete das damalige Stammhaus in St. Tönis als einer der ersten Supermärkte in Deutschland. Mit dem zunehmenden Druck und der Konzentration im Lebensmitteleinzelhandel entschied sich das Unternehmen seine Lebensmittelsparte 1994 an die Metro-Tochter Extra zu verkaufen, die die Märkte auf die eigene Vertriebslinie umflaggte.